# Akainacephalus
Akainacephalus – рід анкілозаврових динозаврів, що існував близько 76 млн років тому. Рештки виявлені на території штату Юта, США. Єдиний відомий вид, Akainacephalus johnsoni, описаний 2018 року.
Разом із Nodocephalosaurus kirtlandensis вони більш споріднені з азійськими анкілозавровими, ніж із найбільшою групою американських анкілозаврових, Ankylosaurini. Це доводить, що анкілозаврові мігрували з Азії до Америки принаймні двічі, спершу група Akainacephalus, потім Ankylosaurini. Разом із Dyoplosaurus acutosquameus і Scolosaurus cutleri, Akainacephalus johnsoni є одним із найдавніших анкілозаврових з пізньокрейдової Ларамідії.